# Comuna Cicănești, Argeș
Cicănești este o comună în județul Argeș, Muntenia, România, formată din satele Bărăști, Cicănești (reședința), Mioarele și Urechești.

## Cadrul geografic
Comuna se află în nord-vestul județului, pe malurile râului Bănești. Este deservită de șoseaua județeană DJ704G, care o leagă spre sud-est de Albeștii de Argeș.
Situată într-o depresiune subcarpatică mărginită la est de râul Argeș și la vest de râul Topolog, comuna Cicănești, cu o suprafață de 34,76 km², se învecinează la nord cu Arefu, la sud cu Valea Danului, la sud-est cu Albeștii de Argeș, la est cu Corbenii, la vest cu Șuici și la nord-vest cu Sălătrucu. Specificul reliefului este dat de formațiuni deluroase dispuse pe direcția nord-sud, cu altitudini cuprinse între 600 și 900 m, dar și cu vârfuri de peste 1000 m (Tămaș - 1140 m, Ciora - 1043 m).
Teritoriul comunei este brăzdat de multe pâraie, majoritatea cu sensul de curgere de la nord spre sud-sud-est, adunate de cele două văi, Bărasca și Cicăneasca; după ce se unesc în sudul satului Cicănești, poartă numele de Cicăneasca.
Beneficiind de o expunere sudică, Depresiunea Cicănești face parte din categoria zonelor țării care dispun de o valoare semnificativă a radiațiilor globale, de 121,5 kcal/cm² minim iar durata de strălucire a soarelui însumează o valoare medie de circa 2.000 de ore/an.
Principalele elemente climatice conferă caracterul continental din care face parte topoclimatul de dealuri înalte al Depresiunii Cicănești. Media termică a lunii celei mai reci, ianuarie, prezintă o valoare multianuală de -3°C, dar sunt cazuri când prezintă scăderi de temperatură a aerului sub -20°C. Media termică lunară din aprilie este de 8°C, iar a lunii celei mai calde a anului, iulie, este de 17° C, dar sunt de menționat cazuri când s-au înregistrat valori de 35° C, chiar 36° C la începutul lunii august 1977.
În privința precipitațiilor, valoarea medie anuală este de 860 mm, în semestrul rece fiind de 400 mm, iar în cel cald de 450-500 mm. Pe parcursul semestrului cald, din suma totală de circa 450-500 mm în lunile mai și iunie sunt repartizate circa 200-250 mm.
Teritoriul comunei Cicănești este populat cu elemente faunistice reprezentative: rozătoare (șoarecele, veverița, pârșul de alun, jderul de pădure), carnivore (viezurele, dihorul, vulpea, lupul), păsări mari (uliul, eretele, cioara), reptile (salamandra, diferite specii de șerpi, broasca țestoasă, broasca de lac), păsări (pițigoiul de munte, pitulicea, muscarul, ciocănitoarea).
Amplasarea locuințelor și a gospodăriilor oamenilor, de regulă de-a lungul văilor principale Bărasca și Cicăneasca, dar și a câtorva afluenți mai mari, a fost determinată de faptul că oamenii voiau să aibă asigurată apa necesară în gospodărie. Se întâlnesc cazuri când gospodăriile sunt situate pe porțiuni din lunca înaltă, dar și la mari altitudini, peste 750 m, ca în cazul cătunului Oncești.
De formă alungită, cu o structură dominantă lineară, satul Bărăști prezintă două direcții principale de dezvoltare: una pe valea Bărasca până „La Nedee”, cealaltă o ramificație spre nord-vest din locul numit „La Culiță”. La rândul lui, Bărăștii se împarte în trei grupări areale: Bărăștii de Jos sau Lunca, cătunul Săliște, situat în nord-estul satului, cătunul Oncești, situat în nord-vestul satului. Bărăștii de Jos, cu structură lineară și o singură ramificație, din care una pornește spre nord, iar alta spre nord-vest, are caracteristici ce pot include această parte a satului la tipul adunat. Cătunul Săliște, de formă poligonală și o structură bilineară în jumătatea nordică și monolineară în jumătatea sudică, are caracter de tranziție către tipul răsfirat, iar cătunul Oncești, prin forma și structura neregulată, are caracter tipic risipit.
Satul Cicănești, de formă și structură neregulată, are în cuprinsul său porțiuni cu caracter adunat și altele de sat răsfirat. Cătunul Dinceștilor este, pe ansamblu, de tip risipit, cu o dispunere linear-frântă, iar cătunul Cărămizi, de tip risipit, are formă și structură neregulate.
Satul Urechești prezintă trei areale distincte: Urecheștii de Jos are parțial structură lineară, Dealul Bisericii, cu formă poligonală și structură ușor neregulată, se prezintă sub forma unui nucleu de tip adunat, iar Urecheștii de Răsărit este porțiunea cea mai neregulată și risipită.
Satul Nicolești (Mioarele), ce se leagă de centrul satului prin cătunul Gol, are o formă neregulată și o structură ușor rectangulară în zona platoului, îmbinând fragmente de sat cu caracter adunat-risipit cu segmente de tip răsfirat.

## Atestare documentară
Din cele patru sate ale comunei Cicănești, doar Bărăștiul și Cicăneștiul sunt atestate documentar în Evul Mediu, celelalte două, Urechești și Nicolești fiind așezări mai noi, care nu coboară sub secolul al XVIII-lea. 
Existența anterioară a unei comunități umane pe teritoriul actual al comunei este atestată „pe raza satului Mioarele, prin descoperirea întâmplătoare a două topoare de piatră, mărturii ale activității umane în această parte a județului”. Topoarele se încadrează în epoca bronzului, aparținând culturii Tei (bronzul mijlociu, prima jumătate a mileniului II a. Hr.). Un alt topor de piatră a fost descoperit pe raza Cicăneștiului.

## Toponimie

### Cicănești
Toponim topografic derivat din antroponimicul Cic - atestat în Ardeal, confirmând, și sub acest aspect, originea transilvăneană a primilor locuitori ai așezării, într-un context geografic marcat ulterior de prezența „ungurenilor”. Iorgu Iordan consideră că, „în cazul lui Cicănești, trebuie să admitem o fază anterioară - sub aspect fonetic - Cioconești → Ciocănești, cu ă > o, prin asimilație cu o precedent. 

### Bărăști
Toponim topografic de proveniență enigmatică, derivând din bara - cuvânt vechi cu sens de „cetate înconjurată de mlaștină”, deși nu poate fi exclusă derivarea termenului din interjecția bâr! - utilizată curent în limbajul ciobanilor din zonă. De menționat că, în limba albaneză, se consemnează un apelativ bér = „berbece.

### Mioarele
Toponim social indicând, prin forma de plural, intensitatea ocupației pastorale. Anterior anului 1968, numele satului a fost Nicolești, derivat din cel al „moșierului Nicolau”.

### Urechești
Toponim provenit dintr-un eponim Ureche (la origine, o poreclă formată pe baza apelativului ureche) + sufixul - ești, care indică organizarea socială pe bază de obște a localității.

## Demografie
Componența etnică a comunei Cicănești
     Români (94,09%)
     Alte etnii (0%)
     Necunoscută (5,91%)
Componența confesională a comunei Cicănești
     Ortodocși (93,83%)
     Alte religii (0,1%)
     Necunoscută (6,06%)
Conform recensământului efectuat în 2021, populația comunei Cicănești se ridică la 1.930 de locuitori, în scădere față de recensământul anterior din 2011, când fuseseră înregistrați 2.107 locuitori. Majoritatea locuitorilor sunt români (94,09%), iar pentru 5,91% nu se cunoaște apartenența etnică. Din punct de vedere confesional, majoritatea locuitorilor sunt ortodocși (93,83%), iar pentru 6,06% nu se cunoaște apartenența confesională.

## Politică și administrație
Comuna Cicănești este administrată de un primar și un consiliu local compus din 11 consilieri. Primarul, Ion Ionescu[*], de la Partidul Național Liberal, este în funcție din 1996. Începând cu alegerile locale din 2024, consiliul local are următoarea componență pe partide politice:
|  | Partid                          | Consilieri | Componența Consiliului | Componența Consiliului | Componența Consiliului | Componența Consiliului | Componența Consiliului | Componența Consiliului |
|  | ------------------------------- | ---------- | ---------------------- | ---------------------- | ---------------------- | ---------------------- | ---------------------- | ---------------------- |
|  | Partidul Național Liberal       | 6          |                        |                        |                        |                        |                        |                        |
|  | Alianța pentru Unirea Românilor | 2          |                        |                        |                        |                        |                        |                        |
|  | Partidul Social Democrat        | 2          |                        |                        |                        |                        |                        |                        |
|  | Uniunea Salvați România         | 1          |                        |                        |                        |                        |                        |                        |

## Istorie
Dintre cele patru sate ale comunei (Cicănești, Bărăști, Urechești, Mioarele), doar Bărăștiul și Cicăneștiul sunt atestate documentar în perioada medievală. Celelalte două așezări, Urechești și Nicolești (astăzi Mioarele), sunt așezări mai noi, care nu coboară sub secolul al XVIII-lea.
La sfârșitul secolului al XIX-lea, comuna făcea parte din plaiul Loviștea al județului Argeș, dar anuarul Socec din 1925 consemnează desființarea ei și trecerea satelor Bărăști și Cicănești la comuna Oești. În preajma celui de al Doilea Război Mondial, comuna Cicănești a fost reînființată, iar în 1950 a trecut la raionul Curtea de Argeș din regiunea Argeș. În 1968, a revenit la județul Argeș, reînființat.

## Specific arhitectural
Arhitectură populară tradițională caracteristică zonei montane a Argeșului. Construcțiile vechi prezintă un soclu supraînălțat din piatră, tencuit, pe care sunt edificați, din lemn de brad sau de stejar, pereții spațiilor destinate locuințelor. Planul construcțiilor este, în general, bicameral (tindă și odaie), dar se consemnează și existența unor construcții cu tindă centrală încadrată de camere. Interiorul relevă, prin modul de organizare, o industrie casnică locală înfloritoare, textilele de casă fiind de o surprinzătoare diversitate.

## Patrimoniul cultural-istoric

### Biserica Cicănești (1867)
A fost ctitorită de preoții: Gheorghe, Șerban, Toma și enoriașii: Petre, Andrei, Stan împreună cu soțiile lor, pe locul unei biserici de lemn, vândută satului Cerbureni.

### Biserica Urechești (1832)
A fost ctitorită de obștea satului, fiind construită din bârne de stejar. Pictura este una murală, fiind repictată de zugravul Antonie, alias Anton Lapinschi (1873). În anul 1897, anumiți fanatici religioși au avut ca intenție prăbușirea bisericii de lemn, lucru care s-a și întâmplat. Au fost diștruși pereții în zona absidei altarului. Acesta a fost și motivul construirii unui locaș de cult mai spațios. Oficiul județean argeș a intervenit pe lângă consiliul culturii pentru includerea bisericii pe Lista Monumentelor Istorice și de artă, pentru a fi, astfel, protejată.  

### Biserica Urechești
A fost ctitorită cu ajutorul preotului Vasile Georgescu și cu contribuția a 20 de enoriași. Pictura a fost una murală, în tehnica fresco și a fost realizată de pictorul bisericesc Ilie Căpușe, originar din Vernești-Argeș.

## Personalități locale
- Gheorghe Păun (născut la 6 decembrie 1950), matematician, informatician și om de cultură român, membru al Uniunii Scriitorilor și membru titular al Academiei Române, este originar din localitate, unde s-a născut, a crescut și a urmat școala elementară.